# Moussa Wagué
Moussa Wagué (ur. 4 października 1998 w Bignonie) – senegalski piłkarz, występujący na pozycji obrońcy w cypryjskim klubie Anorthosis Famagusta oraz w reprezentacji Senegalu. Wychowanek Aspire Academy, w trakcie swojej kariery grał także w takich zespołąch, jak KAS Eupen, FC Barcelona, OGC Nice, PAOK FC oraz HNK Gorica. Uczestnik Mistrzostw Świata w piłce nożnej 2018.